# Joseph August Adam
Pour les articles homonymes, voir Adam (homonymie).
Joseph August Adam (ou Josef August Adam), né le 22 avril 1817 à Vienne et mort en 1891, est un compositeur autrichien.

## Biographie
Joseph August Adam est né le 22 avril 1817 à Vienne.
C'est le fils d'un fabricant de peinture chimique. Très tôt, il se forme à la musique sous la direction de Teichlinger, prend des cours en 1843 avec Joachim Hofmann de basse chiffrée et d'études de composition et se produit en public en 1844 dans divers lieux de divertissement à Vienne. En 1846, il devient maître de chapelle des Wiener bürgerl. Scharfschützencorps. Plus d'une centaine de pièces de musique, de marches, de valses, de quadrilles, composés en partie pour des orchestres militaires et publiés à Vienne, ont été publiés par lui.
Il meurt en 1891.